# Афоньевка
Афоньевка — село, входит в Староивановский сельсовет Волоконовского муниципального района Белгородской области.
Находится на правом берегу реки Оскол (бассейн Дона), в 84 км восточнее города Белгорода и в 1,5 км от села Староивановки, расположенной на противоположном берегу р. Оскол. Железнодорожная станция Бибиково на линии Елец — Валуйки находится в 3 км от села.

## Население
| 1859 | 1897  | 2002 | 2010 |
| ---- | ----- | ---- | ---- |
| 1581 | ↗1908 | ↘534 | ↘481 |

## Образование
В селе находится МОУ «Афоньевская основная общеобразовательная школа». До революции в селе была начальная школа, занятия проводились в приспособленном помещении. Первое школьное здание было построено в 1913 году, в 1954 году к нему была сделана пристройка. В 1964 году было построено двухэтажное здание школы со спортзалом, мастерской, столовой.
В 2006—2007 учебном году в школе обучалось 44 ученика. Работало 10 учителей.